# تور دو فاملون
تور دو فاملون (به لاتین: Tour de Famelon) یک کوه در سوئیس است که در کانتون وو واقع شده‌است. تور دو فاملون ۲٬۱۴۳ متر بالاتر از سطح دریا واقع شده‌است.